# Bataille de Palmyre (1941)
Pour les articles homonymes, voir bataille de Palmyre.
Seconde Guerre mondiale
La bataille de Palmyre a lieu du 22 juin au 3 juillet 1941 au cours de la campagne de Syrie, lors de la Seconde Guerre mondiale.

## Prélude
Le 21 juin 1941, deux colonnes britanniques venues de Bagdad entrent en Syrie par l'est. La première entre par Boukamal ; la seconde, plus au nord, arrive par le sud-est de Routba, en Irak. Elles se dirigent toutes deux vers Palmyre.
Dès le premier jour, la première colonne se heurte à un poste défendu par 23 légionnaires à la station de pompage T3, à 14 kilomètres à l'est de Palmyre. Un assaut est repoussé. La colonne contourne alors la position pour poursuivre sa route vers Palmyre et laisse derrière elle un groupe à T3.
Les forces vichystes font alors intervenir l'aviation pour tenter de repousser les Britanniques. Quatre bombardiers interviennent dès le soir du 21 juin. Le 22, toute l'aviation disponible à Beyrouth est engagée : 122 sorties sont menées. Le 23 juin, 63 bombardiers et 36 chasseurs de l'armée de l'air de Vichy sont engagés, sans que la Royal Air Force n'intervienne en masse. Six avions sont cependant abattus et s'écrasent dans le désert. Pour soulager la progression de la colonne, les forces aériennes britanniques et australiennes frappent les aérodromes en Syrie.

## Forces en présence
À Palmyre, le noyau de la défense française est le fort Weygand, situé au nord-est des ruines antiques. Des postes d'appui sont placés dans l'oasis, dans la cité  antique, dans les collines et au château Qalat ibn Maan. La zone est défendue par les 187 légionnaires de la 15e compagnie du 6e régiment étranger d'infanterie, par des Bédouins de la 1re compagnie légère du désert et quelques rampants de l'armée de l'air. Au total, ces forces rassemblent environ 300 hommes sous les ordres du commandant Ghérardi.
De leur côté, les Britanniques vont mobiliser un millier d'hommes dans la bataille, commandés par le major-général John George Walters Clark. Ces troupes font partie de la colonne du brigadier James Joseph Kingstone de la Habforce et comportent la 4e brigade de cavalerie (en), des éléments de la Légion arabe de John Bagot Glubb, dit « Glubb Pacha » et le 1er bataillon d'infanterie du Régiment de l'Essex.

## Déroulement

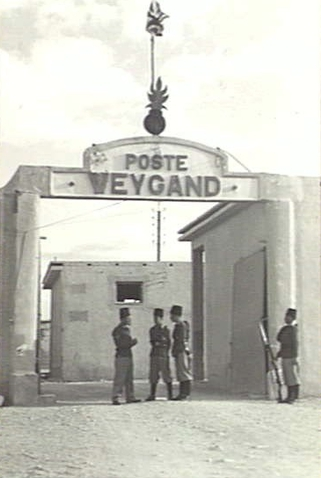
Le fort Weygand fin 1941.

Les Britanniques atteignent les abords de Palmyre le 22 juin avec 30 véhicules de la Household Cavalry. Le 23, le reste de la Habforce arrive en renfort, la majeure partie de la compagnie légère du désert déserte et Palmyre est encerclée. Les combats ont alors lieu au sud, près des tours funéraires et du château Qalat ibn Maan. Le fort Weygand est bombardé,.
L'aviation vichyste continue d'appuyer les défenseurs, tandis que les Britanniques déploient leurs pièces d'artillerie. Le 24 juin, la garnison mène une contre-attaque sur plusieurs points. Le même jour, une petite colonne venue de Deir ez-Zor constituée de huit automitrailleuses et quatre camions tente de venir en aide aux assiégés, mais les Anglais la repoussent.
Le 28 juin, des points de la palmeraie sont pris par les Britanniques, puis repris par les Français. Le même jour, le blockhaus du château Qalat ibn Maan, défendu par 20 légionnaires, repousse plusieurs assauts. Le 29 juin, le château est pris par les Anglais, ainsi que le débouché ouest du col des tombeaux. Des combats ont lieu dans les ruines de la cité antique.
Dans la nuit du 2 au 3 juillet, les Français évacuent le Temple de Bêl vers 1 heure du matin. Peu après, vers 2 heures 30 du matin, le commandant Ghérardi capitule. La garnison ne compte alors plus que 88 hommes, à court de vivres et de munitions. Le major-général Clark fait rendre les honneurs aux vaincus.

## Pertes
Les Britanniques déplorent 85 morts, causés pour la plupart par l'aviation. Du côté des Français, 135 hommes ont été tués et 165 faits prisonniers. Parmi ces derniers figurent 6 officiers, 87 légionnaires pour la plupart allemands et russes, 48 rampants de l'aviation et 24 Bédouins.
Les 23 légionnaires retranchés dans la station T3 se rendent quant à eux le 6 juillet.